# Senta bertha
Senta bertha är en fjärilsart som beskrevs av William Schaus 1893. Senta bertha ingår i släktet Senta och familjen nattflyn. Inga underarter finns listade i Catalogue of Life.